# Città di Castello
Città di Castello è un comune italiano di 37 823 abitanti della provincia di Perugia in Umbria. Principale centro dell'alta valle del Tevere, nonché una delle principali città umbre, è sede vescovile della diocesi di Città di Castello. Data la sua posizione, ha forti legami storici e culturali con le zone limitrofe di Toscana, Romagna e Marche.

## Geografia fisica

### Territorio
Situato nella parte umbra dell'Alta Valtiberina, il comune possiede un'exclave compresa tra i comuni di Apecchio (PU) e Sant'Angelo in Vado (PU) nelle Marche, corrispondente all'area di Monte Ruperto dell'estensione di circa 500 ettari con un numero di abitanti pari a zero. Con una superficie di 387 km², si colloca per estensione al 20º posto fra i comuni italiani. Il centro ha un'altezza sul livello del mare di 288 metri, mentre il territorio comunale presenta un'altezza minima di 248 metri ed un'altezza massima di 1.006 metri. È il comune più settentrionale della regione Umbria e il suo territorio comunale è incastonato al confine con le regioni Marche e Toscana. Ad ovest del centro abitato sorge il Monte Arnato, alto 652 metri.

### Clima

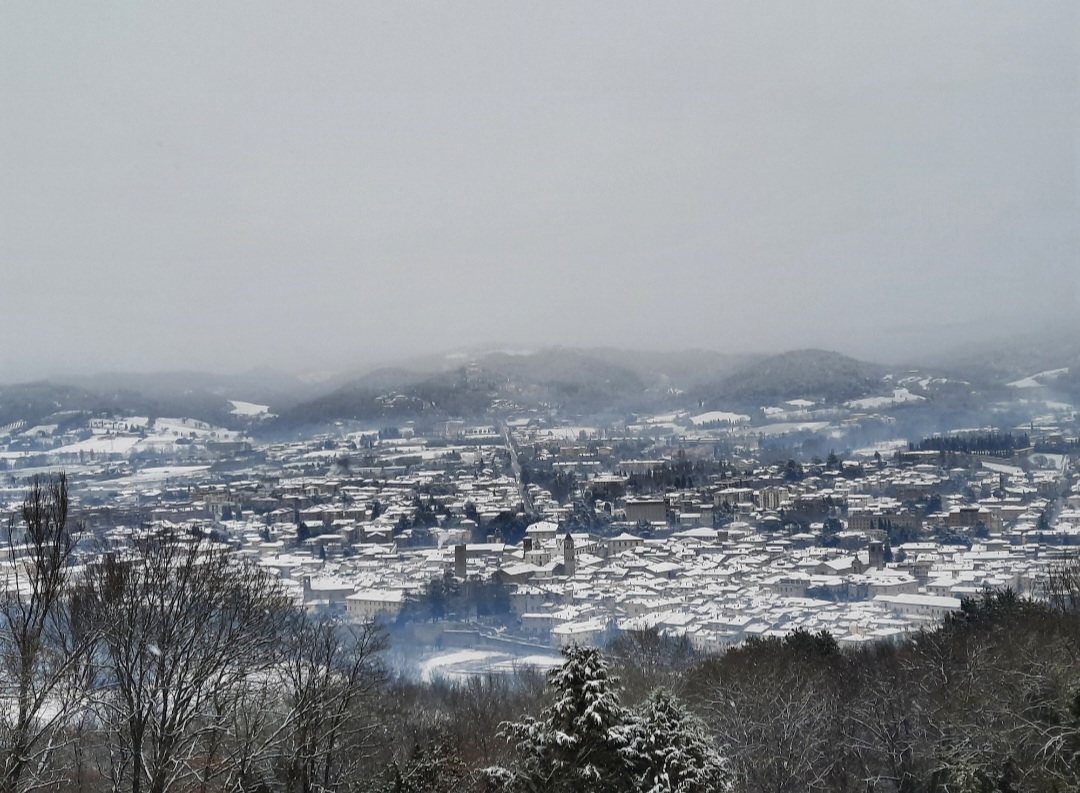
Il centro storico di Città di Castello sotto la neve

- Classificazione climatica: zona E, 2347 GR/G

Città di Castello è situata nell'alta valle del Tevere, che è interna agli Appennini centro-settentrionali. Ciò nonostante grazie all'altitudine non elevata, visto che l'intero abitato si estende fra i 270 e i 310 m.s.l.m. circa, ed agli influssi provenienti dal Mar Tirreno, la città gode di un clima di tipo temperato sublitoraneo con inverni moderatamente freddi. La temperatura media di gennaio, mese più freddo, basata sulle medie del periodo 1985-2022 è di 4,2 °C. Le estati sono contraddistinte da temperature elevate ma non torride, e la loro media stagionale, anch'essa basata sul periodo 1985-2022, è di 22,0 °C. Le precipitazioni, che si aggirano mediamente sui 900 mm annui, sono abbastanza ben ripartite nel corso dell'anno e nei mesi invernali, con un massimo in novembre. Queste possono talvolta assumere carattere nevoso. Il clima della parte alto collinare e montuosa del comune con un'altitudine che supera anche i 1000 m s.l.m., è invece generalmente di tipo temperato subcontinentale, con inverni freddi ed estati miti o fresche. Sui rilievi più elevati possono prodursi nevicate consistenti anche fuori stagione e frequenti gelate notturne.

## Storia

### Umbri e Romani
L'insediamento originario fu fondato dagli Umbri sulla riva sinistra del Tevere in prossimità del territorio assoggettato al controllo degli Etruschi. A partire dal III secolo a.C. a causa dell'espansione romana la città divenne federata di Roma e successivamente fu inserita nella Regio VI Umbria. Dal I secolo a.C. divenne municipio romano, di cui patrono più illustre fu Gaio Plinio Cecilio Secondo, detto Plinio il Giovane, il quale, secondo quanto affermato in una sua lettera, fece erigere un tempio, ultimato nel 103 o 104, di cui non si conosce la collocazione.
Certamente la gens Plinia possedeva vasti latifondi nelle vicinanze della città ed una villa, che è più volte ricordata dallo stesso Plinio il Giovane nelle sue lettere. Gli scavi, operati dall'Università di Perugia in collaborazione con l'Università di Alicante in località Colle Plinio nel comune di San Giustino, hanno permesso di individuare la collocazione della villa di Plinio il Giovane. La città fu chiamata Tifernum Tiberinum dai Romani, al fine di distinguerla dall'omonimo insediamento posto sul Metauro, Tifernum Metaurense, e sembra che assunse una discreta rilevanza, visto che è citata anche da Plinio il Vecchio.
Non è possibile ricostruire con certezza la struttura urbanistica della città romana. Sicuramente la parte più antica della città corrisponde alla zona sud, dove, nel quartiere denominato Mattonata, sono stati rinvenuti alcuni mosaici, resti di strutture idrauliche ed una porzione di muro di quello che con ogni probabilità doveva essere un anfiteatro.

### Medioevo
Incerta è la datazione della diffusione del Cristianesimo, attribuita dalla tradizione a san Crescentino o Crescenziano. Questo visse tra il III ed il IV secolo, e fu martirizzato a seguito di una condanna emessa proprio a Tifernum. Eubodio è documentato come primo vescovo di Tifernum Tiberinum nell'anno 465.
Secondo la tradizione, la città fu distrutta nel VI secolo ad opera dell'ostrogoto Totila e successivamente ricostruita dal vescovo Florido, poi santificato e proclamato patrono della città.
La città venne dunque conquistata dai Longobardi, che la chiamarono Castrum Felicitatis e la ricompresero nel Ducato di Tuscia. In seguito passò sotto il dominio dei Franchi prima e dello Stato della Chiesa poi.
Intorno al 1100 si organizzò in Comune e fu minacciata dalle pretese dell'Impero, dello Stato della Chiesa, di Firenze e di Perugia. Nella prima metà del 1200 fu denominata Civitas Castelli e, nonostante le rivalità tra guelfi e ghibellini che ne mettevano spesso in pericolo la libertà, poté ugualmente godere di prosperità. In questo periodo infatti la diocesi tifernate si estendeva su un territorio assai ampio, comprendendo anche gran parte dell'Altotevere toscano. Essa si estendeva anche nell'alta valle del Metauro verso Fano, nell'alto cesenate e nell'alta valle del Marecchia verso Rimini, cioè in quelle che sono diventate Marche e Romagna rispettivamente. Fra i secoli XII e XIII acquista indipendenza come comune autonomo il borgo di Sansepolcro, sorto agli inizi dell'XI secolo attorno all'omonimo monastero nel contado di Città di Castello.
Sul piano amministrativo la collocazione della città rimane piuttosto indefinita. Pur inserita nelle terre della Chiesa dall'VIII secolo, ancora nel 1312 viene rivendicata assieme alla vicina e "figlia" Sansepolcro dall'imperatore Enrico VII, come facente parte dell'impero.

### Nello Stato della Chiesa
Nel 1306 si iniziò a costruire la chiesa dei Servi di Maria, che poi verrà chiamata Santa Maria delle Grazie e diventerà anche nel tempo santuario mariano cittadino. Nella seconda metà del XIV secolo divenne maggiore l'influenza esercitata da Perugia, finché nel 1367 la città fu ricondotta sotto lo Stato della Chiesa dal cardinale Albornoz.
Nell'anno 1368 Brancaleone Guelfucci sollevò la cittadinanza ed insorse, anche se il popolo tifernate riacquistò la libertà solo nel 1375 grazie all'intervento dei fiorentini.
Nel 1422 papa Martino V affidò la città al condottiero Braccio Fortebraccio da Montone, la cui famiglia detenne il dominio fino al 1440. In questo anno iniziarono le lotte per la conquista del potere tra varie famiglie tra le quali sono quelle dei Vitelli, dei Fucci e dei Tartarini.
Inizialmente si assistette ad un'Oligarchia composta da Vitelli, Giustini e Fucci. Si passò poi al dominio dei soli Vitelli, che eliminarono i Fucci e cacciarono i Giustini.
Successivamente seguirono periodi di forti rivalità, che videro anche il coinvolgimento di papa Sisto IV ed un lungo assedio alla città guidata da Niccolò Vitelli. In seguito ad alterne vicende tuttavia il dominio fu definitivamente preso dai Vitelli che posero a capo della città Paolo Vitelli e Vitellozzo Vitelli.
Quest'ultimo fu ucciso da Cesare Borgia, detto il Valentino, nella congiura di Senigallia nel (1502). Il Valentino si proclamò duca della città e mantenne il dominio per tutto il pontificato di papa Alessandro VI.
Da questo momento fino alla fine del XVIII secolo la città fu assoggettata allo Stato della Chiesa, che concedette però la reggenza ad un governatore alle dipendenze della consulta romana. La famiglia Vitelli nelle alterne vicende del XV e XVI secolo incise notevolmente nello sviluppo economico e nell'importanza politica della città. Famiglia di mecenati e condottieri, molto legati ai Medici di Firenze, abbellirono Città di Castello con molti palazzi nei quali furono chiamati a lavorare i maggiori artisti del Rinascimento, primi fra tutti Raffaello Sanzio e Luca Signorelli. Fu significativo nel XVI secolo l'apparentamento dei Vitelli con la famiglia dei Rossi di Parma. Prima Vitello e poi Alessandro, dopo la morte del fratello, sposarono Angela Paola, sorella di Pier Maria il Giovane conte di San Secondo e di Giovan Girolamo, prima Vescovo di Pavia e poi governatore di Roma dal 1551. Angela Paola era anche cugina del granduca di Firenze Cosimo de' Medici e cognata di Camilla Gonzaga.

### Dal Risorgimento in poi
Il 12 gennaio 1798 fecero il loro ingresso in città i soldati della Repubblica Cisalpina, che proclamarono la repubblica. Solo il 5 maggio successivo le truppe francesi non furono in grado di sedare una rivolta partita dalle campagne e di spiccata tendenza antirepubblicana.
L'ordine fu riportato il 18 giugno 1799, quando la città fu occupata dagli austriaci per volere del Papa.
Nel 1817 il territorio del comune di Città di Castello fu decurtato nella parte meridionale delle frazioni di Montecastelli, Niccone e Verna, che passarono al comune della Fratta, poi Umbertide. Nel 1827 dal territorio comunale furono staccate anche le aree dei due nuovi comuni di San Giustino e Pietralunga.
La città durante i moti insurrezionali ottenne provvisoriamente la libertà dallo Stato Pontificio la sera dell'11 febbraio 1849. L'11 settembre 1860 fu definitivamente occupata dall'esercito piemontese e l'anno successivo entrò nello Stato Italiano, seguendone da questo momento le vicende storiche.
Durante la seconda guerra mondiale, nel periodo dell'occupazione tedesca e della Repubblica Sociale Italiana, il rettore del locale Seminario, don Beniamino Schivo, si segnalò per la sua coraggiosa opera umanitaria a favore dei civili, dei profughi e dei perseguitati. A lui deve la vita anche una famiglia di ebrei tedeschi che fu accolta, nascosta e protetta dalla deportazione fino alla Liberazione. Per questo suo impegno di solidarietà, l'8 giugno 1986, l'Istituto Yad Vashem di Gerusalemme ha conferito a don Schivo l'alta onorificenza dei "Giusti tra le nazioni".
Fra gli altri trovò rifugio nel periodo delle persecuzioni anche Elio Toaff, divenuto poi rabbino capo della comunità ebraica di Roma e nominato cittadino onorario tifernate nel 1999.
Città di Castello fu liberata il 22 luglio 1944.
Nella seconda metà del XX secolo si è verificato un consistente aumento demografico, dovuto anche all'immigrazione dalle vicine Marche e Toscana, che ha portato il Comune di Città di Castello ad essere il quarto comune dell'Umbria per numero di abitanti. A partire dagli anni sessanta la città ha conosciuto un significativo mutamento del tessuto economico. Lo sviluppo industriale si è avuto specialmente nel settore grafico, meccanico, tessile, del mobile e della ceramica, ed ha cambiato profondamente il volto della città.
Negli ultimi anni si è avuto anche un forte sviluppo di molte aziende di servizi, specialmente nel settore dell'educazione e della formazione a distanza.

## Monumenti e luoghi d'interesse

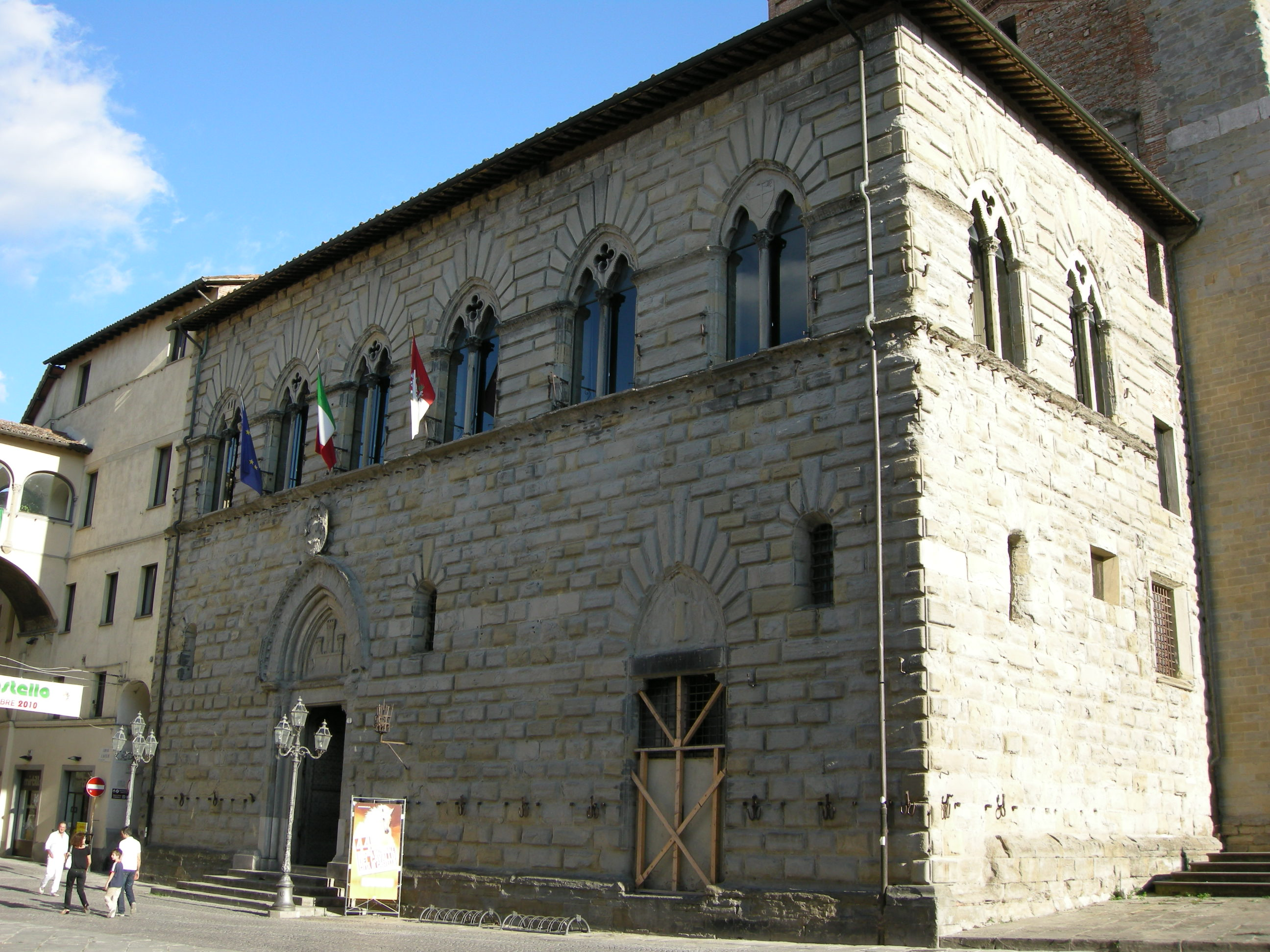
Il Palazzo dei Priori

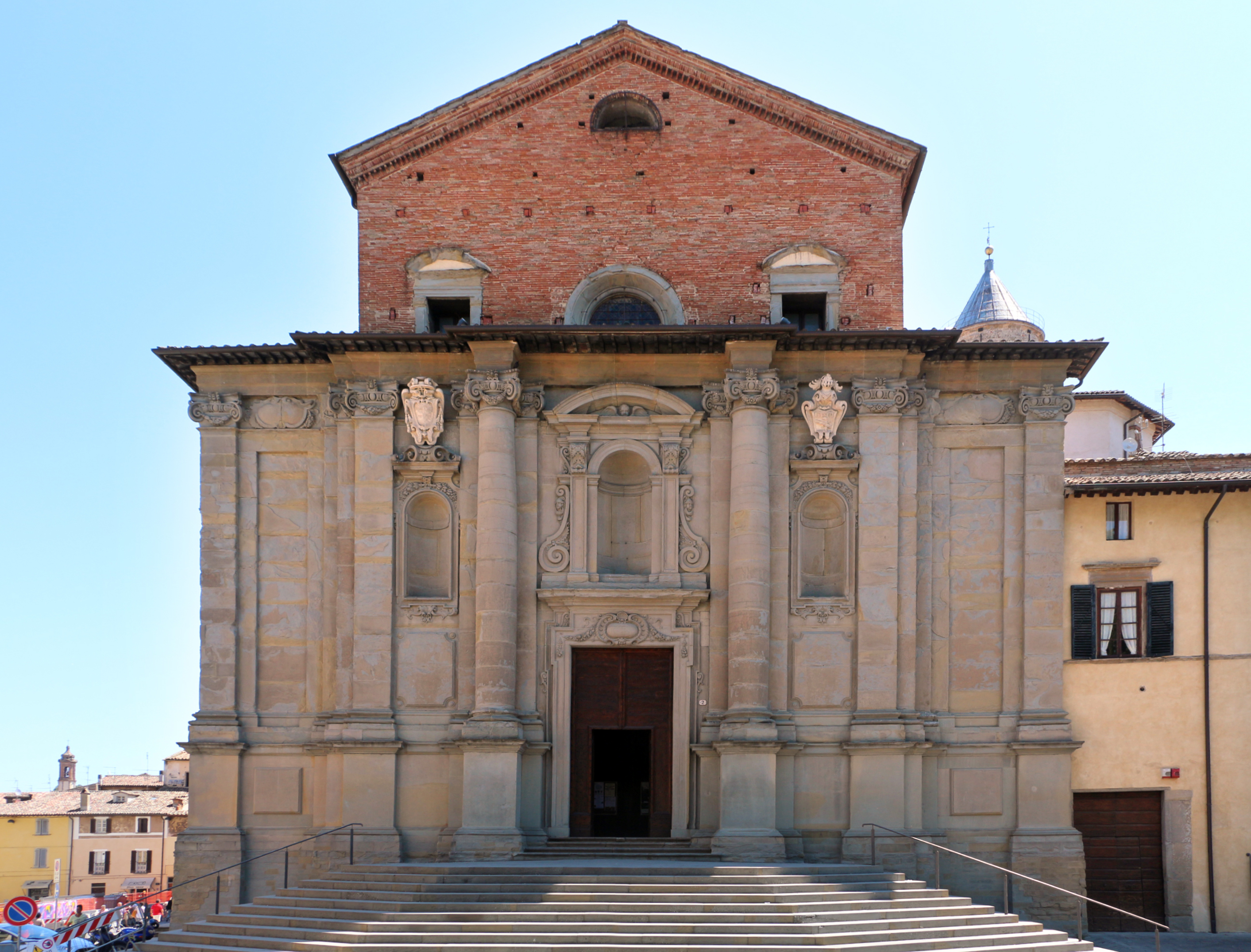
Duomo di Città di Castello

### Architetture civili
- Il Palazzo dei Priori o Palazzo del Comune venne costruito tra 1322 e 1338 ad opera di Angelo da Orvieto, seppur rimasto incompiuto. È stato trasformato nel municipio cittadino
- La Torre Civica, chiamata dai tifernati "Torre del Vescovo", caratterizzata dalla pendenza (a causa della cedevolezza del terreno), aveva una gemella, posizionata a pochi metri di distanza, poi demolita.
- Palazzo Vitelli alla Cannoniera, così chiamato perché sul luogo sorgeva un deposito od una fonderia di cannoni, è uno dei cinque Palazzi che la famiglia Vitelli eresse a Città di Castello tra la fine del Quattrocento e la seconda metà del Cinquecento. Il Palazzo presenta grandi e magnifiche sale affrescate da Cristoforo Gherardi e da Cola dell'Amatrice ed è sede della Pinacoteca che custodisce una cospicua collezione che annovera opere di Domenico Ghirlandaio, Neri di Bicci, Luca Signorelli, Raffaello e Raffaellino del Colle.
- Palazzo Vitelli a Sant'Egidio, testimonianza della grandezza rinascimentale della città e della potenza della dinastia tifernate dei Vitelli all'epoca delle Signorie è un complesso organico composto dallo stesso Palazzo, dal parco con ninfeo e dalla Palazzina Vitelli.
- Palazzo Albizzini, è un esempio di architettura rinascimentale di derivazione toscana di fine '400. Dal 1981 il Palazzo è sede della prestigiosa collezione di opere che Alberto Burri ha donato alla città, la più ricca ed organica raccolta delle opere dell'artista del Novecento. Le opere di grandi dimensioni della raccolta sono esposte anche nella seconda sede espositiva realizzata negli ex Seccatoi dei tabacchi.
- Palazzo Bufalini, eretto nel XVI secolo, nell'ambito della scuola di Jacopo Barozzi da Vignola, per volere dei conti di San Giustino Giulio I Bufalini e Francesca Turini, versatile poetessa, che vi risiedette e morì nel 1641.
- Castello di Petrella, presso il borgo omonimo

### Architetture religiose
- La Cattedrale dei SS. Florido e Amanzio, col caratteristico campanile rotondo di origine ravennate, è il principale edificio religioso della città. È ricco di opere d'arte e nella cripta custodisce la tomba del santo.
- La Chiesa di San Francesco, trecentesca, modificata internamente nel Settecento, è il luogo dove era conservato lo Sposalizio della Vergine che Raffaello dipinse nel 1504 e che fu portato via dalle truppe napoleoniche nel 1798, che lo destinarono all'Accademia di Brera di Milano; una copia ricorda la sua presenza. Da segnalare la Cappella Vitelli, costruita su progetto del Vasari.
- La Chiesa di San Domenico, iniziata nel XIV secolo e terminata nel 1424[9], conservava il Martirio di San Sebastiano di Luca Signorelli, del 1498 trasferita nella Pinacoteca Comunale, e la Crocifissione di Raffaello dipinta intorno al 1503, conservata alla National Gallery di Londra. All'altare maggiore è custodito il corpo della Beata Margherita.[10]
- La Chiesa di Sant'Agostino, nella quale è stata conservata, dal 1540 circa fino alla fine del Settecento,[11] nella cappella della famiglia Bufalini che la aveva commissionata, la Visione di San Girolamo di Parmigianino, conservata alla National Gallery di Londra.
- Il Santuario della Madonna delle Grazie, costruito nel Trecento come chiesa dei Serviti, divenne santuario per la venerazione della Madonna col Bambino tra i Santi Florido e Filippo Benizi di Giovanni da Piamonte, del 1456.[12]
- La Chiesa di Santa Maria Maggiore, fatta costruire da Niccolò Vitelli quale ex voto a seguito della sua conquista della città, fu edificata tra 1483 e 1509.[12]
- La Chiesa di San Michele Arcangelo, forse risalente all'XI secolo, ristrutturata nel Cinquecento dai Vitelli e dopo il terremoto del 1789, conserva ancora all'altare una pala di Raffaellino del Colle con la Madonna col Bambino e i Santi Sebastiano e Michele, di solito datata al 1528-1529 circa, ma probabilmente da collocarsi alla fine del decennio seguente.[13]
- Il Monastero delle Clarisse Urbaniste di Santa Cecilia, detto anche di Giuseppe, che ebbe origine dal ritirarsi di pie donne nel 1422, conserva nello spazio di ingresso del monastero pregevoli affreschi tre-quattrocenteschi.[10]
- Il Monastero delle Clarisse Murate fu edificato nel 1535 ed è rimasto pressoché intatto nel suo aspetto originario, compreso un coro intarsiato del secolo XVI.[14]
- Il Monastero delle Cappuccine di Santa Veronica, il più importante dei monasteri francescani femminili, è stato realizzato tra 1627 e 1643 e vi è vissuta Suor Veronica Giuliani, il cui corpo è custodito nella chiesa.[14]
- Pieve dei Santi Cosma e Damiano a Canoscio
- Santuario della Madonna del Transito a Canoscio
- Abbazia di Santa Maria e Sant'Egidio a Badia Petroia.
- Pieve di Santa Maria a Morra
- Oratorio di San Crescentino a Morra
- Chiesa di San Pietro a Monte

## Società

### Evoluzione demografica
Abitanti censiti

### Etnie e minoranze straniere
Al 31 dicembre 2023 gli stranieri residenti nel comune erano 3994, ovvero il 10,48% della popolazione. Di seguito sono riportati i gruppi più consistenti:
- Romania 1151
- Marocco 656
- Cina 282
- Albania 158
- Algeria 167
- Ucraina 138
- Nigeria 92
- Tunisia 88
- Regno Unito 77
- Macedonia del Nord 70

### Lingue e dialetti
Il dialetto tifernate, come le restanti parlate dell'Alta Valle del Tevere, è caratterizzato anche a causa del suo esteso territorio da influssi gallo-italici, umbri ed aretini. Il dialetto tifernate cambia parzialmente anche in base alla zona del comune considerata. In virtù di tale ragione, si tratta di un dialetto di difficile classificazione: secondo Pellegrini ed altri, il tifernate sarebbe appartenente ai dialetti mediani, mentre secondo altri studiosi si tratterebbe di un dialetto a sé, insuscettibile di essere inserito in un gruppo ben determinato proprio per via della forte commistione tra influssi gallo-italici, toscani ed umbri.
Tra le influenze gallo-italiche più evidenti che contraddistinguono il dialetto di Città di Castello vi sono:
- la resa della vocale "a" tra consonanti con un suono intermedio tra la a e la e aperta spesso denotato con èe (ad esempio chèene per "cane" e chèeša per "casa").
- il suono cacuminale della s (la cosiddetta "s salata", pronunciata similmente alla "š" o "sc" ma meno retratta), cui si aggiungono la pronuncia della "z" che come nel romagnolo tende ad assomigliare alla "s" (fòrsa per "forza"), nonché della "g", resa quasi come una "sz" (sziòrno per "giorno"). Tale secondo tratto risulta molto vistoso pure nel parlato italiano dei tifernati e degli abitanti di zone limitrofe.

Questi ultimi due fenomeni sono più evidenti nel dialetto urbano di Città di Castello e della frazione Selci-Lama di San Giustino. Qui è presente una parlata dialettale più conservativa.
Altro aspetto peculiare, che ha avuto probabilmente proprio Città di Castello come centro di irradiazione, e che coinvolge anche le parlate vicine di San Giustino, Monte Santa Maria Tiberina, Citerna e parzialmente quella degli anziani di Monterchi, è legato all'isocronismo sillabico. In dialetto tifernate le vocali in sillaba complicata, terminante per consonante, vengono pronunciate tutte aperte (štrèt-to, quèš-to, ròt-to, còr-šo), mentre quelle in sillaba libera, terminante per vocale, vengono pronunciate tutte chiuse (bé-ne, šé-dia, có-sa, štó-ria).
Pertanto la resa delle vocali si distingue a seconda della sillaba e lo schema sarà il seguente:
- per "A" si avrà in sillaba libera la palatalizzazione in "è" aperta (chè-sa per "casa", tornè-to per "tornato"), mentre in sillaba complicata essa mantiene la quantità originaria (àl-to, fàt-to);
- per "E" si avrà in sill. lib. "é" chiusa (bé-ne, problé-ma, ripé-te; in posizione tonica finale si ha che dall'italiano "ài">"è" ed "ì">"é" come in che fè,  me-lé, me-qué, che diventano sa fèi, ma-lì, me-ché e ma-chì nelle zone nordorientali del comune), in sill. compl. "è" aperta (dèt-to, stès-so, lèg-no[23]);
- per "O" si avrà in sill. lib. "ó" chiusa (có-sa, mó-do, só-cio, só-pra), in sill. compl. "ò" aperta (giòr-no, mòl-to, sòt-to);
- per "I" si avrà in sill. lib. la quantità originaria (vì-te, vì-so), in sill. compl. si avrà l'innalzamento di un grado ad "é" chiusa (finés-ce[23] per "finisce", scrét-to per "scritto", fér-ma per "firma", cfr. fèr-ma per "ferma");
- per "U" si avrà in sill. lib. la quantità originaria (nù-do, mù-to), in sill. compl. si avrà l'innalzamento di un grado ad "ó" chiusa (brót-to per "brutto", póz-zo per "puzzo", cfr. pòz-zo per "pozzo")[24].

## Cultura

### Istituti culturali
- Istituto di storia politica e sociale "Venanzio Gabriotti"

### Musei
- Centro delle Tradizioni Popolari a Villa Cappelletti
- Museo di Scienze Naturali "Malakos"
- Fondazione Palazzo Albizzini "Collezione Burri"
- Museo del Capitolo del Duomo di Città di Castello
- Pinacoteca Comunale di Città di Castello
- Raccolta Civica di Città di Castello
- Museo Modellistico Ferroviario "Gioacchino Capelletti"
- Museo della Tela Umbra
- Museo delle Arti Grafiche

### Archivi e Biblioteche
- Archivio Notarile Mandamentale
- Archivio Storico Comunale
- Archivio Storico Diocesano
- Biblioteca Comunale "G. Carducci"
- Biblioteca Diocesana "Storti - Guerri"

### Media

#### Stampa
- La Nazione (redaz. di Città di Castello)
- Il Giornale dell'Umbria (redaz. di Città di Castello)
- La Voce (redaz. di Città di Castello)
- L'Altrapagina

#### Radio
- Radio Tiferno Uno

#### Televisione
- Tevere TV

### Eventi
Il Festival delle Nazioni è una manifestazione internazionale di musica da camera che si svolge ogni anno tra la fine di agosto e l'inizio di settembre.

## Geografia antropica

### Quartieri
Casella, Gorgone, Graticole, Madonna del Latte, Mattonata, Meltina, Pesci d'oro, Prato, Rignaldello, Riosecco, Salaiolo - La Tina, San Giacomo, San Pio X

### Frazioni
Antirata, Astucci, Badiali, Badia Petroia, Barzotti, Bivio Bonsciano, Bivio Canoscio, Bivio Lugnano, Baucca, San Martino d'Upò, Belvedere, Bisacchi, Bonsciano, Caifirenze, Candeggio, Canoscio, Capitana, Celle, Cerbara, Cinquemiglia, Coldipozzo, Cornetto, Croce di Castiglione, Fabbrecce, Fiume, Fraccano, Galassina, Grumale, Lerchi, Lugnano, Marchigliano, Montemaggiore, Monte Ruperto, Morra, Muccignano, Nuvole, Petrelle, Piosina, Promano, Roccagnano, Ronti, Rovigliano, San Leo Bastia, San Lorenzo Bibbiana, San Maiano, San Martin Pereto, San Martino di Castelvecchio, San Pietro a Monte, San Secondo, San Zeno A Poggio, Santa Lucia, Santo Stefano Del Piano, Scalocchio, Seripole, Terme di Fontecchio, Titta, Trestina, Uppiano, Userna, Valdipetrina, Vallurbana, Vingone, Volterrano

## Infrastrutture e trasporti

### Strade
Città di Castello è servito dalla SS 3 bis/E45. È collegato ad essa con l'omonima uscita (nord - sud), con l'uscita Promano e quella di Cerbara. È anche collegato tramite la strada statale 73 ad Arezzo distante circa 38 km. È collegato a Fano tramite la strada provinciale 257 in cui al chilometro 17 c'è il valico di Bocca Serriola e la strada statale 3 bis a Fano, distante a circa 97 km. È inoltre in progetto il passaggio sul suo territorio della strada in costruzione E78.
Il comune e le aree limitrofe sono servite su strada da Busitalia Nord ed altre compagnie che assicurano collegamenti con varie località dell'Emilia-Romagna, delle Marche, della Toscana e dell'Umbria.

### Ferrovie
Il comune è servito dalle stazioni Baucca-Garavelle, Canoscio, Cerbara, Città di Castello, Città di Castello-Fornace, Città di Castello-Zona Industriale, Sansecondo e Trestina, poste sulla ferrovia Centrale Umbra, gestita da RFI e servita da Trenitalia. 

## Amministrazione
| Periodo | Periodo   | Primo cittadino            | Partito                                                       | Carica                  | Note   |
| ------- | --------- | -------------------------- | ------------------------------------------------------------- | ----------------------- | ------ |
| 1944    | 1945      | Luigi Pillitu              | Democrazia Cristiana                                          | Sindaco                 |        |
| 1945    | 1946      | Luigi Crocioni             | Partito Comunista Italiano                                    | Sindaco                 |        |
| 1946    | 1947      | Giovan Battista Venturelli | Partito Socialista Italiano                                   | Sindaco                 |        |
| 1947    | 1952      | Luigi Crocioni             | Partito Comunista Italiano                                    | Sindaco                 |        |
| 1952    | 1958      | Francesco Alunni Pierucci  | Partito Comunista Italiano                                    | Sindaco                 |        |
| 1958    | 1964      | Gustavo Corba              | Partito Comunista Italiano                                    | Sindaco                 |        |
| 1964    | 1970      | Luigi Angelini             | Partito Socialista Italiano                                   | Sindaco                 |        |
| 1970    | 1980      | Venanzio Nocchi            | Partito Comunista Italiano                                    | Sindaco                 |        |
| 1980    | 1988      | Giuseppe Pannacci          | Partito Comunista Italiano                                    | Sindaco                 |        |
| 1988    | 1988      | Angelo Tranfaglia          |                                                               | Commissario prefettizio |        |
| 1988    | 1991      | Giuseppe Pannacci          | Partito Comunista Italiano Partito Democratico della Sinistra | Sindaco                 |        |
| 1993    | 2001      | Adolfo Orsini              | Partito Democratico della Sinistra Democratici di Sinistra    | Sindaco                 |        |
| 2001    | 2010      | Fernanda Cecchini          | Democratici di Sinistra Partito Democratico                   | Sindaco                 | [ 28 ] |
| 2010    | 2011      | Luciano Bacchetta          | Partito Socialista Italiano                                   | Vicesindaco f.f.        |        |
| 2011    | 2021      | Luciano Bacchetta          | Partito Socialista Italiano                                   | Sindaco                 |        |
| 2021    | in carica | Luca Secondi               | Partito Democratico                                           | Sindaco                 |        |

### Gemellaggi
Il primo ed unico gemellaggio ufficiale della città è avvenuto in data 28 ottobre 2017:
- Majano, dal 2017[30]

In precedenza la città aveva stretto vari rapporti di partnership, nello specifico con:
- Joué-lès-Tours, nel 1991[31]
- Sighișoara, nel 2000[32]
- Höör, nel 2007[33]
- Gibellina, nel 2011[34]

## Sport

### Società e manifestazioni

La squadra maschile di pallavolo del nella stagione 1991-92, al debutto in massima serie.

Città di Castello è rappresentata nella pallavolo dalla Gherardi Svi Città di Castello, che ha giocato anche in massima serie maschile.
Nel calcio esistono il Città di Castello (già Tiferno), che ha al suo attivo alcune stagioni professionistiche in Serie C, e il Trestina, espressione dell'omonima frazione, mai spintosi oltre la Serie D.
La città è rappresentata anche nella pallacanestro (Tiferno Cesaroni, Basket Città di Castello), nel rugby (Città di Castello Rugby), nel ciclismo (Errepielle Cerbara), nel calcio a 5 (Calcio A5 Città di Castello), nella canoa (Canoa Club Città di Castello), nel nuoto (Centro Nuoto Alto Tevere '99) e nel tiro con l'arco (Compagnia Arcieri Tifernum); tutte queste realtà sono a carattere dilettantistico e competono nelle divisioni territoriali.
In città si svolgono varie manifestazioni sportive: in maggio il Trofeo Città di Castello di rugby giovanile, in giugno il Trofeo Tifernum Tiberinum (meeting nazionale di nuoto), in luglio il Playground Contest di basket 3x3 e in dicembre il torneo di pallavolo femminile Memorial Francesca Fabbri.
Città di Castello è stata in due occasioni sede di un arrivo di tappa al Giro d'Italia, nel 1984, con vittoria di Paolo Rosola, e nel 1991, con l'affermazione di Mario Cipollini.